# Klopina
Klopina (en allemand : Kloppe) est une commune du district de Šumperk, dans la région d'Olomouc, en République tchèque. Sa population s'élevait à 608 habitants en 2023.

## Géographie
Klopina se trouve à 10 km au nord-ouest d'Uničov, à 19 km au sud-sud-est de Šumperk, à 31 km au nord-ouest d'Olomouc et à 188 km à l'est-sud-est de Prague.
La commune est limitée par Rohle et Kamenná au nord, par Nová Hradečná, Lipinka et Troubelice à l'est, par Medlov et Úsov au sud, et par Police et Úsov à l'ouest.

## Histoire
La première mention écrite de la localité date de 1335.

## Galerie

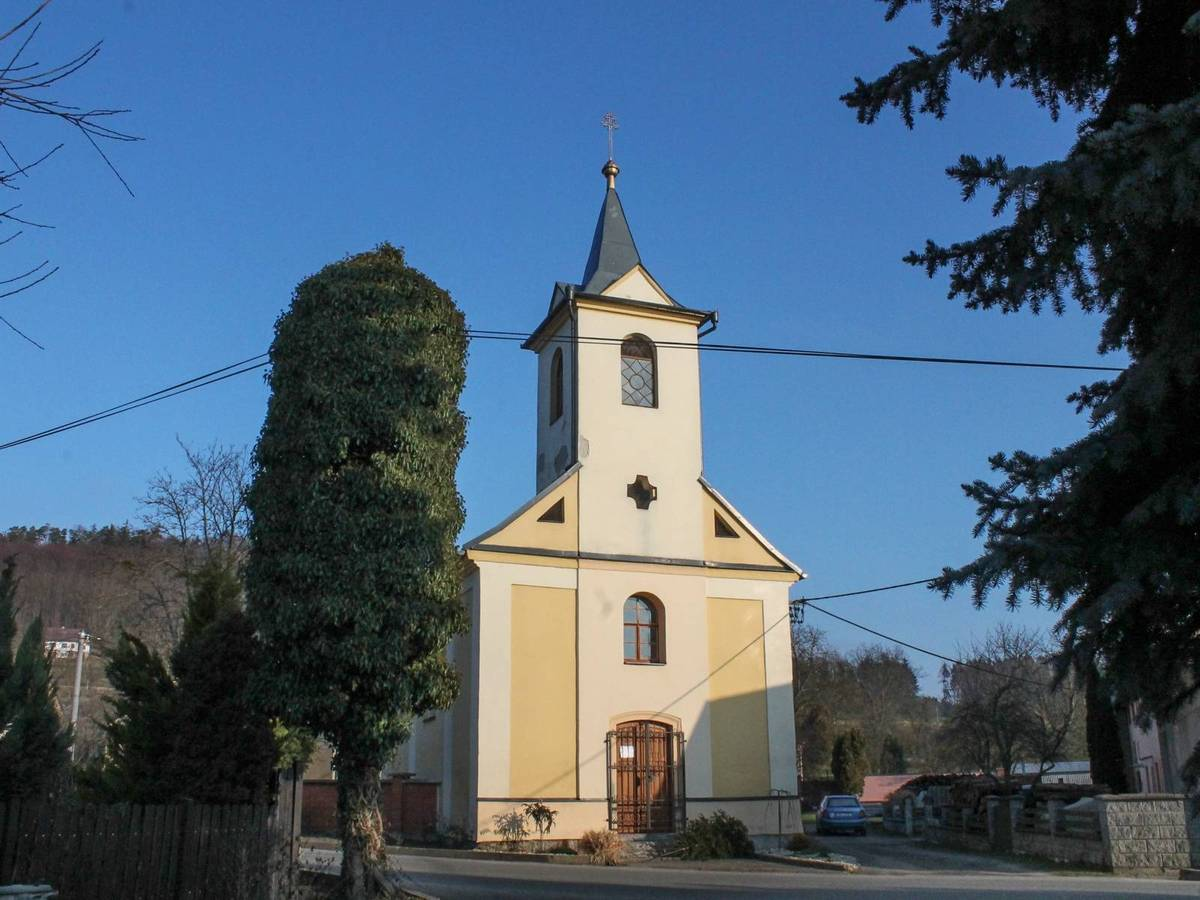
Chapelle à Klopina.
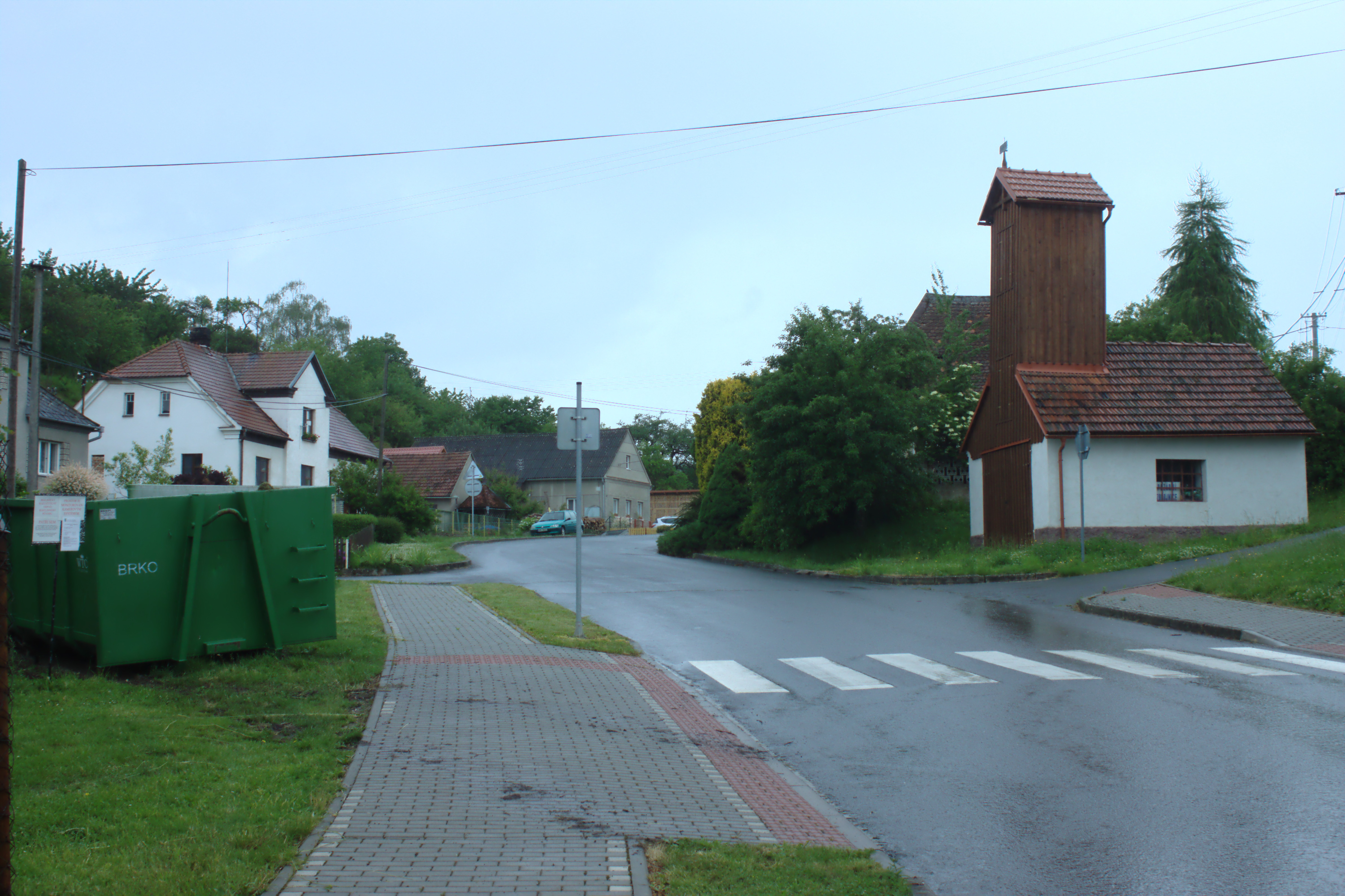
Veleboř.

## Administration
La commune se compose de deux sections :
- Klopina
- Veleboř

## Transports
Par la route, Klopina se trouve à 12 km de Mohelnice, à 25 km de Šumperk, à 36 km d'Olomouc et à 223 km de Prague.